# Philip N. Howard
Philip N. Howard, (Montreal, Canadá, 1970) é um sociólogo, professor, pesquisador e escritor. Escreveu numerosos artigos de pesquisa empírica sobre o uso de mídias digitais para o engajamento cívico e controle social em países ao redor do mundo. Ele é professor titular de Estudos da Internet, no Oxford Internet Institute, e membro sênior do Balliol College, da Universidade de Oxford. Faz parte do corpo docente do Departamento de Comunicação, da Universidade de Washington, além de membro do Tow Center for Digital Journalism, da Universidade de Columbia. Mantém nomeações acadêmicas sênior nas universidades de Stanford, de Princeton, e de Columbia. De 2013 a 2015 ajudou a projetar e lançar a Escola de Política Pública, na Universidade da Europa central, em Budapeste. Recentemente recebeu o Prêmio Consolidator do Conselho Europeu de Pesquisa pelo seu estudo de algoritmos e vida pública. Seus projetos sobre ativismo digital, acesso à informação e governança moderna em ambas as democracias e regimes autoritários foram apoiados pela Fundação Nacional de Ciência, Institutos de Paz dos EUA e Grupo de Pessoas e Práticas da Intel. Ele publicou oito livros e mais de 100 artigos acadêmicos, capítulos de livros, conferências e ensaios de comentários sobre tecnologia da informação, assuntos internacionais e vida pública. Sua pesquisa abrange várias disciplinas, e ele está entre um pequeno número de estudiosos que ganharam prêmios de todas as três principais associações acadêmicas por seu trabalho em ciência política, sociologia e comunicação. Ele é o autor, mais recentemente, da Pax Technica: Como a Internet das coisas pode nos libertar ou nos bloquear.

## Pesquisa
A sua investigação tem demonstrado que a difusão de mídia digital tem implicações de longo prazo, muitas vezes positivas, para as instituições democráticas. Através da infraestrutura da tecnologia da informação (TIC), algumas democracias recém formadas  tornaram-se mais fortes e duradouras; alguns regimes autoritários fizeram importantes transições para as instituições democráticas e práticas; e outros tornaram-se menos autoritários e híbridos, onde as tecnologias de informação de suporte ao trabalho de determinados atores, tais como o estado, os partidos políticos, os jornalistas, ou da sociedade civil grupos.

### CampanhasAstroturfine Notícias Falsas
Howard foi um dos primeiros a investigar o impacto da mídia digital nas campanhas políticas que ocorrem nas democracias avançadas.  Também foi o primeiro cientista político a estudar e definir o "astroturf" nos movimentos políticos como sentido de “grassroots” suportado pelo “astroturfing” através da sua pesquisa sobre a campanha eleitoral de Gore e Bush. Novas Campanhas de Mídia e Gerenciado Cidadão (2005) é sobre como os políticos e lobistas nos Estados Unidos usam a internet para manipular o público e violar a privacidade. Sua pesquisa sobre tecnologia e mudança social tem sido presciente.

### Mídia Digital e Primavera Árabe
Howard escreveu prescientemente sobre o papel da internet na transformação da política no Islã e é autor de "The Digital Origins of Dictatorship and Democracy" (2010), que argumenta que a forma como os estados respondem às novas tecnologias de informação tornou-se uma característica definidora da democracia e do autoritarismo. Howard demonstrou que a internet estava tendo um impacto importante no islamismo político. O livro foi publicado antes da Primavera Árabe e mostra como os novos movimentos sociais no Norte de África e no Oriente Médio estavam usando as mídias sociais para superar alguns dos ditadores da região, em parte porque esses regimes não tinham respostas efetivas à evidência on-line de seus abusos. Utilizando o método de "análise comparativa qualitativa" de Charles Ragin, Howard investigou a difusão da tecnologia e o islamismo político e explicou as tendências em muitos países, com exceção da Tunísia e do Egito. Mas muito em breve as tendências do ativismo social e do islamismo político que ele identificou apareceram nesses dois países também na "Primavera Árabe".

### Política eInternet das Coisas
Na Pax Technica (2015) ele argumenta que a Internet das Coisas será a ferramenta mais importante de comunicação política que já construímos. Ele defende uma maior participação do público em sua concepção e um maior envolvimento cívico com a forma como esta infra-estrutura de informação é usada.

### Propaganda Computacional
Em 2014, ele hipotetizou que as elites políticas nas democracias logo usariam algoritmos sobre as mídias sociais para manipular a opinião pública, um processo que ele chamou de "propaganda computacional". Sua pesquisa sobre redlining político, campanhas astroturfing e notícias falsas inspirou uma década de trabalho e tornou-se particularmente relevante durante o referendo do Brexit e a Campanha Presidencial dos EUA 2016. Sua pesquisa expôs o impacto global de bots e trolls sobre a opinião pública.

## Educação
- Ph.D. Sociology, Northwestern University, 2002
- M.Sc. Economics, London School of Economics, 1994
- B.A. Political Science, Innis College, University of Toronto, 1993

## Livros
- Howard, Philip N. Pax Technica: How the Internet of Things May Set Us Free or Lock Us Up. Yale University Press, 2015. Also published in German and Chinese.
- Howard, Philip N. (Editor). State Power 2.0: Authoritarian Entrenchment and Civic Engagement Worldwide. Ashgate Press, 2013.
- Howard, Philip N., (Coauthor). Democracy's Fourth Wave? Digital Media and the Arab Spring. Oxford University Press, 2013.
- Howard, Philip N. Castells on the Media. Polity Press, 2011.
- Howard, Philip N. The Digital Origins of Dictatorship and Democracy: Information Technology and Political Islam. Oxford University Press, 2011.
- Howard, Philip N. (Editor). Handbook of Internet Politics. Routledge, 2009.
- Howard, Philip N. New Media Campaigns and the Managed Citizen. Cambridge University Press, 2006.
- Howard, Philip N. (Editor). Society Online: The Internet in Context. Sage, 2004. Also published in Spanish.